# Lill-Skäktan
Lill-Skäktan är en sjö i Säffle kommun i Värmland och ingår i Göta älvs huvudavrinningsområde.